# Електрофлотаційні машини

Електрофлотаційні машини — флотаційні машини, основним способом аерації пульпи у яких є створення бульбашок газів при електролізі. Застосовуються для йонної флотації і очищення стічних вод. При проходженні струму через рідину, що очищується, не тільки утворюються дрібніші бульбашки газів, але і змінюється хімічний склад рідини, властивості і стан нерозчинних домішок. При проходженні стічної води у просторі між електродами відбувається електроліз, поляризація частинок, електрофорез, окисно-відновлювальні реакції, взаємодія продуктів електролізу між собою і іншими компонентами. Інтенсивність цих процесів залежить, по-перше, від хімічного складу рідини, по-друге, від матеріалу електродів, які можуть бути розчинними і нерозчинними, по-третє, від параметрів електричного струму, напруги, щільності струму на електродах. 
Схеми деяких конструкцій електрофлотаційних машин наведені на рис.
В одних електрофлотаційних машинах використовується протитечійний принцип руху бульбашок і рідини, що очищується (рис. а), в інших — рідина, що очищується, пропускається між електродами (рис. б). У випадку застосування розчинних електродів, звичайно залізних або алюмінієвих, (рис. в) на аноді відбувається анодний розчин металу, в результаті чого у воду переходять катіони заліза або алюмінію, які при зустрічі з гідроксильними групами створюють різні гідроксиди, що є розповсюдженими у практиці обробки води коагулянтами. Одночасне створення пластівців коагулянту і бульбашок газу в стиснених умовах простору між електродами створює передумови для надійного закріплення газових бульбашок на пластівцях, інтенсивної коагуляції забруднюючих речовин, енергійного протікання процесів сорбції, адгезії і, як наслідок, ефективнішої флотації.
Однокамерні електрофлотаційні машини можуть бути застосовані при продуктивності 10—15 м3/год, при більшій продуктивності застосовують двокамерні машини.
У практиці очищення стічних вод застосовується біологічна і хімічна флотація.
При біологічній флотації, яка використовується для ущільнення осаду з первинних відстійників при очищенні міських стічних вод, осад збирається у спеціальні резервуари, де підігрівається паром до температури 35—55°C і при такій температурі витримується декілька діб. За рахунок розвитку і дії мікроорганізмів виділяються бульбашки газу, якими частинки переводяться у пінний шар і там ущільнюються і зневоднюються. Так можна отримати ущільнений мул з вологістю до 80 %.
При введенні у рідину, що очищується, деяких реагентів можна створити умови для протікання хімічних реакцій з виділенням бульбашок кисню, вуглекислого газу, хлору і інших газів, які можуть при визначених умовах прилипати до частинок і виносити їх у пінний шар.